# Aotus lemurinus
Aotus lemurinus är en däggdjursart som först beskrevs av I. Geoffroy Saint-Hilaire 1843.  Aotus lemurinus ingår i släktet nattapor och familjen Aotidae. IUCN kategoriserar arten globalt som sårbar.
Inga underarter finns listade i Catalogue of Life. Wilson & Reeder (2005) skiljer mellan fyra underarter.
Denna primat förekommer i bergstrakter av Colombia och Ecuador. Arten når där upp till 3200 meter över havet. Habitatet utgörs av skogar.
Arten har en gråaktig ullig päls på ryggen och vitgul till ljus orange päls på buken. Ansiktet är begränsad av två mörka linjer som nästan bildar en cirkel. Dessutom finns en mörk lodrätt strimma mitt på hjässan. Mellan ögonen, näsan, munnen och dessa linjer är ansiktet vitaktigt. Den svarta svansen har ibland en brun eller orange skugga. Med en vikt av genomsnittlig 920 gram är hannar något tyngre än honor som väger genomsnittlig 860 gram. Den genomsnittliga kroppslängden (huvud och bål) är 32,5 cm för honor samt 30,5 cm för hannar. Svanslängden är för båda kön ungefär 34 cm.
Liksom andra nattapor är Aotus lemurinus aktiv mellan skymningen och gryningen. Den äter främst frukter samt blad, blommor, nektar och ibland småkryp som insekter. En hanne och en hona bildar en liten flock tillsammans med sina ungar och ibland syns ensamma individer. Gruppen har ett revir som är 5 till 18 hektar stort. Honor föder vanligen en unge per kull.
Denna nattapa vilar på dagen gömd mellan täta bladansamlingar eller i trädens håligheter. Den klättrar på fyra fötter uppför trädens stam eller på grenar och ibland görs långa hopp från gren till gren över upp till 5 meter. Honan är cirka 133 dagar dräktig. Ungefär två veckor efter ungens födelse övertar fadern huvudansvaret för ungen. Däremot får ungen fortfarande di av modern. Ungen håller sig till exempel fast i faderns päls när flocken vandrar. Efter cirka 18 veckor blir ungen självständig och könsmognaden infaller efter 2,5 till 3,5 år. Vid denna tidpunkt lämnar ungen sin ursprungliga flock.